# Esperanza Aguirre
Esperanza Aguirre Gil de Biedma (Madrid, 3 de janeiro de 1952) é uma política espanhola.
Foi presidente do Partido Popular (PP) de Madrid até 2013, quando deixou o cargo para enfrentar um câncer de mama. De 2003 a 2012 foi Presidente da Comunidade autónoma de Madrid. É a única mulher que ocupou a presidência do Senado da Espanha, a primeira mulher que obteve a carteira de Ministra de Educação e Cultura de um governo espanhol. Militou na União Liberal, no Partido Liberal e na Aliança Popular, que passou a denominar-se Partido Popular em 1989.
Ela liderou a candidatura do PP nas eleições municipais de 2015 em Madrid, e foi eleita vereadora.